# دردسر والدین
دردسر والدین نام مجموعه تلویزیونی است که در سال ۱۳۸۰ در ۲۱ قسمت به کارگردانی مسعود نوابی از شبکه سه پخش شد.

## خلاصه داستان
علی پورحاتم (مهران مدیری) کارمندی که دارای ۴ فرزند است و همسر خود را از دست داده‌است، پس از درگیرشدن یکی از پسرانش (علی صادقی) با هم‌کلاسی خود(سهیل تاکی)، با ایران یزدان‌پناه (فاطمه گودرزی) - مادر هم‌کلاسی پسرش - که او نیز همسرش را از دست داده‌است و ۳ فرزند دارد آشنا می‌شود و این دو تصمیم به آغاز زندگی مشترک می‌گیرند ولی فرزندان ایشان با این وصلت موافق نیستند.

## بازیگران
- مهران مدیری در نقش علی پورحاتم
- فاطمه گودرزی در نقش ایران یزدان پناه
- حمیده خیرآبادی در نقش مادر علی
- حسین ایل‌بیگی در نقش پدر علی
- خسرو فرخزادی در نقش صاحب‌خانه، آقای مؤدب
- پوراندخت مهیمن در نقش همسر آقای مؤدب
- علی صادقی در نقش سعید پورحاتم
- سهیل تاکی در نقش سعید نکویی
- روژان آریامنش‏ در نقش مهشید
- هانیه مرادی در نقش سمیرا
- حسن مهمانی در نقش آقای صالحی
- زهره حمیدی در نقش همسر صالحی
- مریم بلالی‌مقدم در نقش مینا
- اشکان پارسا در نقش سهراب
- لیلا شوقی در نقش دوست مینا
- محمد فیلی در نقش همکار علی
- فرشید زارعی‌فرد در نقش همکار علی
- زهره داوودی در نقش دوست ایران
- محمد شیری در نقش ناظم مدرسه
- منوچهر علیپور در نقش معلم
- خسرو خانمحمدی در نقش همسایه علی
- محمد همایون‌پور در نقش رضا حشمتی
- حمیدرضا حبیبی
- نصرت دستمردی
- ساعد هدایتی
- شهرام عبدلی
- مازیار اکبری
- رامین نعمتی
- فرهاد نیکپور
- مژگان ترانه
- محمود بنفشه‌خواه
- شهرام قائدی
- حشمت آرمیده
- آزاده خورشیددوست